# Энергия (фильм)
«Энергия» (англ. Manpower), другое название «Мужская сила» — фильм режиссёра Рауля Уолша.

## Сюжет
Хэнк Макгенри и Джонни Маршалл работают в группе дорожных строителей на компанию — производителя электроэнергии. Хэнк получает ранение в результате странного происшествия и повышается в должности до бригадира. Джонни помогает своему сослуживцу встретить его дочь Фэй Дювал, вышедшую из тюрьмы. С ней знакомится Хэнк, делает ей предложение. Джонни пытается расстроить свадьбу, но терпит неудачу. Фэй признаётся ему в любви, он понимает, что самоустраняться поздно…

## В ролях
- Эдвард Г. Робинсон
- Марлен Дитрих
- Джордж Рафт
- Алан Хейл
- Ив Арден
- Уолтер Кэтлетт — Сидни Уиппл
- Дик Уэссел — электрик у стойки кафе (в титрах не указан)